# Gaston Bouthoul
Gaston Bouthoul (* 1896 in Monastir, Tunesien; † 1980 in Paris) war ein französischer Soziologe. Er gilt als Pionier der Soziologie des Krieges oder Polemologie.
Bouthoul studierte Rechtswissenschaft und Philosophie in Paris und Bordeaux und wurde sowohl für Rechtswissenschaft als auch für Philosophie promoviert. Er lehrte als Professor (Volkswirtschaft) an der Rechtsfakultät der Universität Paris.
Sein Hauptinteresse galt dem Krieg als soziales Phänomen. Um sein Fachgebiet eindeutig von militärischen Forschungen abzugrenzen, nannte er es nach dem griechischen polemos (Krieg, Streit)  Polemologie. Er war Begründer und Präsident des Institut Français de Polémologie.

## Schriften in deutscher Übersetzung
- Staatsideen und politische Programme der Weltgeschichte, Übersetzung von Margrit Henning, Vorwort Carlo Schmid, Stuttgart: Cotta, 1965.
- Kindermord aus Staatsraison. Der Krieg als bevölkerungspolitischer Ausgleich, Übersetzung von Karin von Zabiensky, Stuttgart: Deutsche Verlags-Anstalt, 1972, ISBN 3-421-01618-6